# Поведи мене до річки (фільм)
Поведи мене до річки - це американський драматичний фільм, який вийшов 2015 року та директором якого був Метт Собел. Наївний каліфорнійський тинейджер планує спокійно провести час на родинній зустрічі у Небрасці, але дивні події ставлять його до центру давно забутої родинної таємниці.

## У ролях
- Лоґаг Міллер ... Райдер
- Робін Вейґерт ...Синді
- Джош Гамілтон ...Кейт
- Ричард Шифф ... Дон
- Урсула Паркер... Моллі
- Елізабет Франц ...Евелін
- Азура Скає ...Рут
- Ешлі Ґерасимович ...Еббі
- Ґрент Ян ...Джеремі
- Сет Ян ...Трентон

## Відсилання
1. ↑  Sundance 2015: The Next <=> Lineup | Indiewire
2. ↑  Richard Schiff Will “Kill The Messenger” With An “Explosion” The Tracking Board

## Зовнішні ланки
- Take Me to the River на сайті IMDb (англ.) (англ.)